# Reflexions de senyals sobre línies conductores

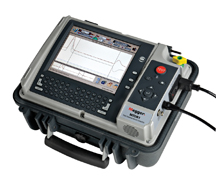
Un reflectòmetre en el domini del temps ; un instrument utilitzat per localitzar la posició de les falles a les línies a partir del temps que tarda una ona reflectida a tornar de la discontinuïtat.

Un senyal que viatja al llarg d'una línia de transmissió elèctrica es reflectirà parcialment, o totalment, en la direcció oposada quan el senyal de viatge trobi una discontinuïtat en la impedància característica de la línia, o si l'extrem més llunyà de la línia no s'acaba en la seva característica. impedància. Això pot passar, per exemple, si s'uneixen dues longituds de línies de transmissió diferents.
Aquest article tracta sobre les reflexions del senyal a les línies conductores de l'electricitat. Aquestes línies s'anomenen línies de coure i, de fet, a les telecomunicacions generalment es fabriquen amb coure, però s'utilitzen altres metalls, especialment l'alumini a les línies elèctriques. Tot i que aquest article es limita a descriure reflexions sobre línies conductores, aquest és essencialment el mateix fenomen que les reflexions òptiques a les línies de fibra òptica i les reflexions de microones a les guies d'ona.
Les reflexions causen diversos efectes indesitjables, inclosa la modificació de les respostes de freqüència, provocant una sobrecàrrega de potència en els transmissors i sobretensions a les línies elèctriques. No obstant això, el fenomen de reflexió també es pot utilitzar en dispositius com talls i transformadors d'impedància. Els casos especials de línies de circuit obert i curtcircuit tenen una especial rellevància per als talons.
Els reflexos fan que s'estableixin ones estacionàries a la línia. Per contra, les ones estacionàries són una indicació que hi ha reflexos. Hi ha una relació entre les mesures del coeficient de reflexió i la relació d'ona estacionària.

Línia de transmissió en circuit obert.

## Casos concrets[4]

Diagrama animat que mostra el funcionament d'un generador de polsos de línia de transmissió Blumlein, un circuit elèctric que produeix polsos de corrent molt curts, utilitzat en dispositius de potència polsada com ara làsers, acceleradors de partícules i provadors d'aïllament d'alta tensió. L'avantatge del circuit Blumlein és que la seva tensió de sortida és igual a la tensió d'alimentació V, mentre que un simple generador de línies de transmissió carregada (que es mostra al fitxer adjunt File:Charge line animation.gif) té una sortida de V/2. El Blumlein consta de dues línies de transmissió en sèrie amb la càrrega ZL entre elles. Les línies es carreguen mitjançant una font d'alimentació de CC d'alta tensió connectada a un extrem (esquerra). Un interruptor curtcircuita la línia a l'extrem de la font d'alimentació, creant un pas de tensió que viatja cap a la càrrega. Com que la càrrega ZL és el doble de la impedància característica de la línia Z0, el pas es reflecteix a la meitat i es transmet la meitat, creant dos passos de tensió simètrics de polaritat oposada que es propaguen lluny de la càrrega, deixant entre ells una caiguda de tensió a través de la càrrega de V/2 - (-V/2) = V. Els passos de tensió es reflecteixen des dels extrems de la línia i tornen, acabant amb el pols de tensió a través de la càrrega. La durada del pols de sortida és 2D/c, on D és la longitud de cada línia de transmissió i c és la velocitat del pols a la línia de transmissió.

Hi ha diversos enfocaments per entendre les reflexions, però la relació de les reflexions amb les lleis de conservació és especialment aclaridora. Un exemple senzill és una tensió de pas, {\displaystyle V\,u(t)} (on {\displaystyle V} és l'alçada del pas i {\displaystyle u(t)} és la funció de pas de la unitat amb el temps {\displaystyle t} ), aplicat a un extrem d'una línia sense pèrdues, i considereu què passa quan la línia s'acaba de diverses maneres. El pas es propagarà per la línia segons l'equació del telègraf a una certa velocitat {\displaystyle \kappa } i la tensió incident, {\displaystyle v_{\mathrm {i} }}, en algun moment {\displaystyle x} a la línia ve donada per
{\displaystyle v_{\mathrm {i} }=V\,u(\kappa \,t-x)\,\!}
El corrent d'incident, {\displaystyle i_{\mathrm {i} }}, es pot trobar dividint per la impedància característica, {\displaystyle Z_{0}}
{\displaystyle i_{\mathrm {i} }={\frac {v_{\mathrm {i} }}{Z_{0}}}=I\,u(\kappa \,t-x)}

### Línia de circuit obert
L'ona incident que recorre la línia no es veu afectada de cap manera pel circuit obert al final de la línia. No pot tenir cap efecte fins que el pas arribi realment a aquest punt. El senyal no pot tenir cap preconeixement del que hi ha al final de la línia i només es veu afectat per les característiques locals de la línia. Tanmateix, si la línia és de longitud {\displaystyle \ell } el pas arribarà al circuit obert a l'hora {\displaystyle t=\ell /\kappa }, moment en què el corrent a la línia és zero (segons la definició de circuit obert). Com que la càrrega continua arribant al final de la línia a través del corrent incident, però cap corrent no surt de la línia, la conservació de la càrrega elèctrica requereix que hi hagi un corrent igual i oposat al final de la línia. Essencialment, aquesta és la llei actual de Kirchhoff en funcionament. Aquest corrent igual i oposat és el corrent reflectit, {\displaystyle i_{\mathrm {r} }}, i des que
{\displaystyle i_{\mathrm {r} }={\frac {v_{\mathrm {r} }}{Z_{0}}}}
també ha d'haver una tensió reflectida, {\displaystyle v_{\mathrm {r} }}, per conduir el corrent reflectit per la línia. Aquesta tensió reflectida ha d'existir per raó de conservació de l'energia. La font subministra energia a la línia a una velocitat de {\displaystyle v_{\mathrm {i} }i_{\mathrm {i} }} . Res d'aquesta energia es dissipa a la línia o la seva terminació i ha d'anar a algun lloc. L'única direcció disponible és tornar a la línia. Com que el corrent reflectit és igual en magnitud al corrent incident, també ha de ser així
{\displaystyle v_{\mathrm {r} }=v_{\mathrm {i} }\,\!}
Aquestes dues tensions s'afegiran entre si de manera que, després de reflectir el pas, apareixerà el doble de la tensió incident als terminals de sortida de la línia. A mesura que la reflexió torna a pujar per la línia, la tensió reflectida continua sumant-se a la tensió incident i el corrent reflectit continua restant del corrent incident. Després d'un altre interval de {\displaystyle t=\ell /\kappa } el pas reflectit arriba a l'extrem del generador i la condició de doble tensió i corrent nul també hi correspondrà, així com al llarg de la línia. Si el generador s'adapta a la línia amb una impedància de {\displaystyle Z_{0}} el transitori de pas s'absorbirà a la impedància interna del generador i no hi haurà més reflexions.

### Línia de curtcircuit
La reflexió d'una línia en curtcircuit es pot descriure en termes similars a la d'una línia en circuit obert. Igual que en el cas de circuit obert on el corrent ha de ser zero al final de la línia, en el cas de curtcircuit la tensió ha de ser zero, ja que no hi pot haver volts a través d'un curtcircuit. De nou, tota l'energia s'ha de reflectir per la línia i la tensió reflectida ha de ser igual i oposada a la tensió incident per la llei de voltatge de Kirchhoff:
{\displaystyle v_{\mathrm {r} }=-v_{\mathrm {i} }\,\!}
i
{\displaystyle i_{\mathrm {r} }=-i_{\mathrm {i} }\,\!}
A mesura que la reflexió torna a pujar per la línia, les dues tensions es resten i es cancel·len, mentre que els corrents s'afegiran (la reflexió és doble negativa: un corrent negatiu que viatja en sentit invers), la situació dual al cas de circuit obert.